# SNS Bank
SNS Bank es un banco minorista holandés que ofrece productos financieros tanto a empresas como a clientes individuales. SNS Bank fue fundado tras la fusión de varias cajas de ahorro en los Países Bajos. SNS es una abreviación de Samenwerkende Nederlandse Spaarbanken (“Cajas de ahorro Cooperativas Neerlandesas”). En 1997, el holding de SNS Bank compró todas las acciones en la importante proveedora de seguros holandesa Reaal. Desde el 18 de mayo de 2006, la compañía se ha cotizado en el mercado bursátil Euronext de Ámsterdam. El 4 de diciembre de 2006, se anunció que SNS se haría con el control de Regio Bank de ING en un acuerdo de €50.000.000.
El 1 de febrero de 2013 el banco fue nacionalizado por el gobierno holandés.